# Кано Саданобу
Кано Саданобу (22 травня 1597 — 12 листопада 1623) — японський художник початку періода Едо.

## Життєпис
Походив з роду художників Кано. Єдиний син Кано Міцунобу, голови школи Кано. Народився в Кіото 1597 року. З дитинства навчався малювання під орудою батька. Після смерті останнього у 1608 році очолив школу. Втім значний вплив на її керування мав стрийко Кано Таканобу, оскільки Садонобу був досить молодим. Виконував замовлення сьогуна Токуґава Хідетади. Помер доволі молодим у 1623 році. Оскільки не мав синів, то школу Кано очолив його стриєчний брат Кано Ясунобу.

## Творчість

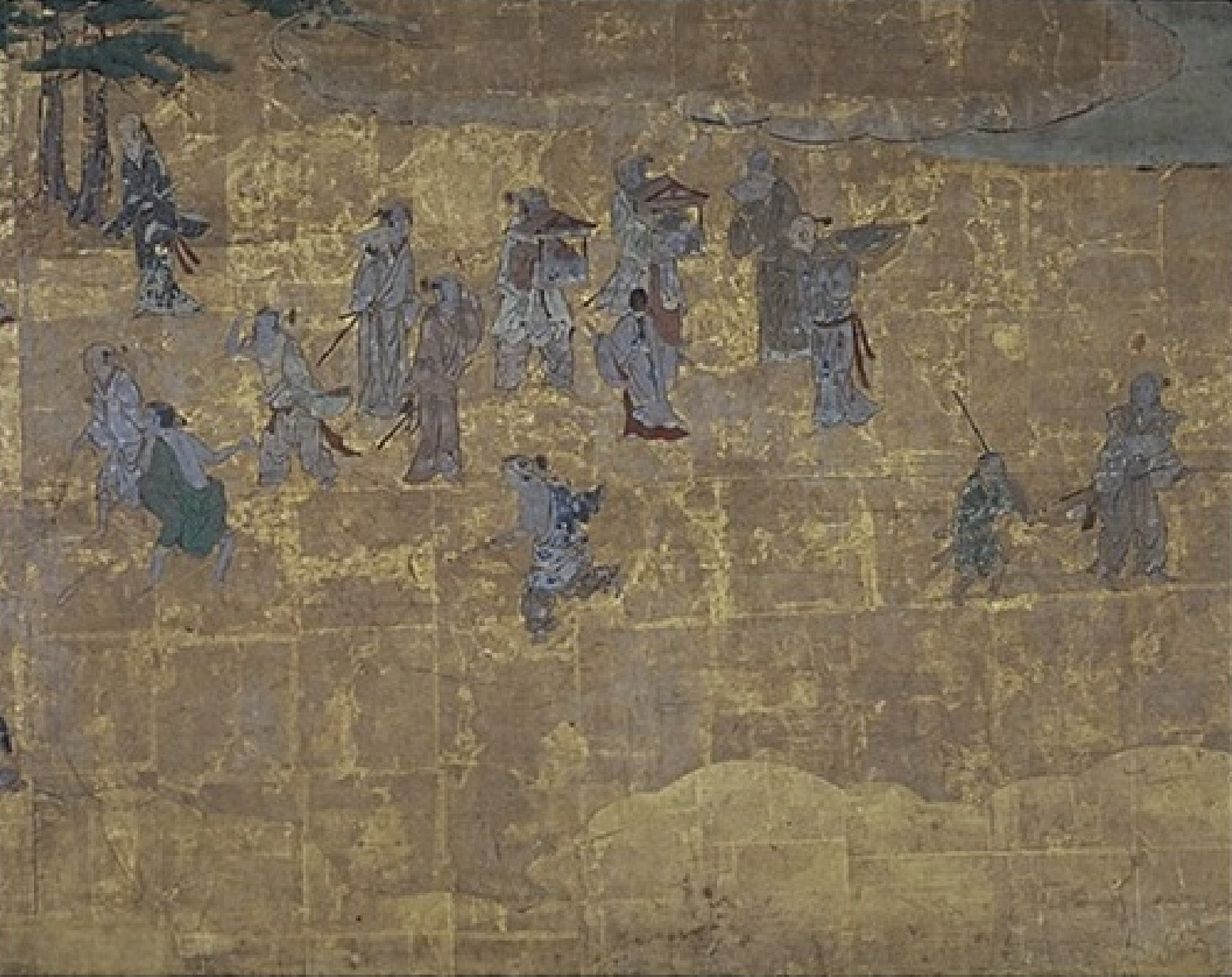
«Храм Сумійосі»

Наслідував стилю свого батька, а також використовував техніки діда Кано Ейтоку. Його роботи відзначаються сміливою композицією, сильними кольорами, натуралістичними деталями, використанням для фону багато золотавого кольору. Найвідомішими є фрески і ширми в замку Нагоя, які виконував 1614 року разом з Кано Таканобу, Кано Дзіннодзьо, Кано Коі, Кано Наганобу. Також виконав фреску «Храм Сумійосі» для імператорського палацу в Кіото (в даний час зберігається в Національному музеї Кіото). Цю роботу віднесено до Важливої культурної пам'ятки Японії.